# Glaphyria polycyma
Glaphyria polycyma is een vlinder uit de familie van de grasmotten (Crambidae). De wetenschappelijke naam van de soort is voor het eerst gepubliceerd in 1899 door George Francis Hampson.
De soort komt voor in Brazilië en Argentinië.